# Fanfictie
Fanfictie (in het Engels fanfiction of fanfic) is een fictie-genre geschreven door fans van een film, boek, televisieserie of een ander type media. De schrijvers ‘lenen’ de personages om hun eigen verhalen mee te maken zonder winstoogmerk. De verhalen worden niet officieel gepubliceerd, maar informeel (meestal op het internet) beschikbaar gemaakt voor geïnteresseerden. De meeste fanfictie wordt in het Engels geschreven.

## Geschiedenis
Het principe dat schrijvers personages uit een reeds eerder verschenen werk gebruiken voor hun eigen verhalen is al vrij oud. Reeds in de 17e eeuw verschenen bijvoorbeeld enkele verhalen die een vervolg waren op Don Quichot, maar die niet waren geschreven door Cervantes. Ook andere beroemde verhalen kregen vaak vervolgen geschreven door andere schrijvers. Hoewel deze verhalen niet geclassificeerd worden als fanfictie, worden ze vaak wel gezien als de voorlopers ervan.
Het begrip fanfictie stamt uit 1967. Toen publiceerde een Star Trek fanblad genaamd Spockanalia voor het eerst verhalen die niet van de hand van de Star Trekmakers zelf waren, maar waar de personages uit de televisieserie wel een rol in speelden. De term werd bedacht om deze verhalen, geschreven door derden, te onderscheiden van de verhalen van de officiële producers en scriptschrijvers. Na deze Star Trekverhalen kwamen er al snel meer verhalen die gebaseerd waren op bekende series. Deze werden ook in tijdschriften gepubliceerd. Hoewel het genre tegenwoordig hoofdzakelijk op internet wordt beoefend, worden in de verschillende online-gemeenschappen nog steeds de tradities en conventies uit de tijd van de fanmagazines gehanteerd.
Met de komst van internet is fanfictie een wijdverbreid verschijnsel geworden dat zich uitstrekt van televisieseries als X-Files en Star Trek, films als Star Wars, boeken als Lord of the Rings (J.R.R. Tolkien) en Harry Potter (J. K. Rowling) tot computerspellen als Final Fantasy en Tomb Raider. Maar ook over echte mensen, zoals acteurs en YouTubers, worden fanficties geschreven. Dit staat bekend als RPF (Real Person Fiction). De verschillende 'fandoms' hebben eigen archieven waarin duizenden verhalen zijn opgeslagen en gecategoriseerd. Ook worden er prijsuitreikingen georganiseerd voor de beste verhalen van het jaar.
De Doujin Manga's zijn niet door bekende Mangaka's gemaakt maar door tekenaars die beïnvloed zijn door Manga, Anime en computerspellen. Ze zijn niet alleen in Japan aanwezig, maar worden overal ter wereld uitgegeven, ook in Nederland. Voorbeelden zijn: Naruto, Digimon, Bleach en Pokémon.

## Drijfveren
Belangrijke redenen voor mensen om fanfictie te schrijven is het plezier van het schrijven, het uiting geven aan hun waardering voor een bepaalde serie, film, et cetera en de mogelijkheid die het voor hen schept om hun favoriete personages in situaties te brengen die ze, als het aan de officiële schrijvers/producenten ligt, waarschijnlijk anders nooit zullen meemaken. Het is dan ook niet verbazingwekkend dat in veel fanfictie de relatie tussen twee geleende personages centraal staat. Deze relatie is veelvuldig seksueel van aard en de beschrijvingen lopen uiteen van romantisch tot onverhuld pornografisch.
Een andere motief voor het schrijven van fanfictie is bijvoorbeeld als de schrijver het niet eens is met de weg die het officiële werk is ingeslagen. De fanfictieverhalen worden dan vaak gekenmerkt door voorbeelden van hoe het verhaal volgens de fanfictieschrijver verder had moeten gaan. Dit staat bekend als een 'fix-it fic'.
Fanfictie wordt ook vaak aangegrepen door fans om gaten in het originele werk, zoals onopgeloste situaties en onafgeronde verhaallijnen, alsnog tot een (weliswaar zelfbedacht) einde te brengen. Vooral cliffhangers zijn vaak stof voor fanfictie.

## Classificatie
Er bestaan verschillende systemen om fanfictie te classificeren.
Vanwege de soms ongepaste inhoud van de verhalen krijgen op veel officiële websites voor fanfictie de verhalen een code mee, waar de lezer de heftigheid van de beschrijvingen uit kan afleiden. Deze codes komen overeen met die van de Amerikaanse filmkeuring, variërend van PG (ouderlijk toezicht aanbevolen) tot NC-17 (niet geschikt voor kinderen van 17 of jonger).
Een andere classificatie is op genre, zoals humor, drama of horror. Een belangrijk subgenre van fanfictie is ‘slash’. Dit genre draait om homoseksuele relaties tussen geleende personages. De term is afgeleid van het Engelse woord voor de schuine streep (/) die tussen de namen van het personage wordt geplaatst om aan te geven om welk koppel het gaat, bijvoorbeeld Kirk/Spock of Xena/Gabrielle.

## Reacties op fanfictie
Door de rechtmatige eigenaren van de personages (de filmstudio’s, schrijvers, tekenaars) wordt wisselend gereageerd op het bestaan van fanfictie. De meeste zijn zich bewust van het bestaan en tolereren het ook, maar lezen het niet uit angst van plagiaat beschuldigd te worden als ze zich te veel door de verhalen van de fans laten inspireren. In sommige gevallen laten producenten zich echter wel degelijk leiden door de fanfictie op het internet. Toen de makers van de televisieserie Xena: Warrior Princess door de grote hoeveelheid slashfictie in de gaten kregen dat de serie een grote lesbische achterban had, werd daar bewust op ingespeeld. Ook bij de televisieserie Buffy the Vampire Slayer vermoedt men een verband tussen de populariteit van slash en het uit de kast komen van het personage Willow.
Het is juridisch niet helemaal duidelijk in hoeverre fanfictie inbreuk maakt op het copyright dat op veel werken en de erin voorkomende personages rust. Per land bestaan hiervoor andere regelingen.
In praktijk wordt het schrijven en publiceren van fanfictie echter maar zelden verboden. Het feit dat fanfictie-schrijvers deel uitmaken van de trouwe achterban heeft hier waarschijnlijk mee te maken, maar ook het feit dat fanfictie-schrijvers hun verhalen als hobby schrijven en doorgaans niet proberen er geld mee te verdienen. Er zijn zelfs gevallen bekend van schrijvers en producenten die hun fans juist aanmoedigen om fanficties te schrijven. Zo steunde Paramount Pictures de creatie van Star Trek: The New Voyages enStar Trek: The New Voyages 2. Toch zijn er ook gevallen bekend van auteurs die de publicatie van fanficties gebaseerd op hun verhalen en personages nadrukkelijk hebben verboden. De meeste grote fanfictiewebsites hebben gehoor gegeven aan deze bezwaren, en bevatten dan ook lijsten met de namen van auteurs die expliciet aan hebben gegeven niet gediend te zijn van fanfictie gebaseerd op hun werk. Dergelijke verhalen worden in zo'n geval geweerd van de site.

## Fanfictie-jargon
Onder fanfictieschrijvers is in de loop der jaren een uitgebreid jargon ontstaan waarmee bepaalde elementen of eigenschappen van een verhaal kunnen worden aangeduid. Enkele belangrijke zijn:
A/NAuthor's Note; een notitie van de auteur, die vaak bedoeld is als verduidelijking of voetnoot voor het verhaal.
AUStaat voor Alternate Universe, ofwel alternatief universum. Dit geeft aan dat een verhaal zich afspeelt in een ander fictief universum of een andere continuïteit dan het medium waarop het verhaal is gebaseerd, waardoor bepaalde situaties of personages sterk kunnen verschillen ten opzichte van de canon van het origineel. Zo kan het zijn dat in een AU-verhaal een situatie die in het originele medium wel heeft plaatsgevonden in dit verhaal niet heeft plaatsgevonden of andersom, of dat het fanfictie-verhaal zich afspeelt in een andere tijdsperiode dan het origineel. Gerelateerde termen zijn AT (alternate timeline) en AR (alternate reality).
Collabafkorting voor "collaboration". Dit is een verhaal dat door meerdere auteurs samen wordt geschreven.
Crossovereen fanfictieverhaal met personages overgenomen uit verschillende, doorgaans niet gerelateerde media in plaats van enkel personages uit een enkel medium.
Darkeen verhaal waarin duistere elementen zoals dood en geweld een belangrijk onderdeel vormen van de plot, of waarin een personage dat in het originele medium de rol van de held heeft opeens een schurk wordt.
Deathficeen verhaal waarin een, meestal prominent, personage uit het originele medium sterft.
ICIn character; Dit geeft aan dat de personages in het fanfictie-verhaal zich net zo gedragen en net zo handelen als dat men van hen gewend is uit het originele medium. De pendant hiervan is OOC, Out of character.
Fanonhet verschijnsel dat hetzelfde idee of hetzelfde concept door meerdere fanfictieschrijvers wordt gebruikt in hun verhalen, waardoor dit binnen de fanfictiegemeenschap en soms zelfs daarbuiten als officiële uitbreiding op de canon van het originele medium gezien gaat worden. Bijvoorbeeld; een personage dat in het originele medium nooit bij naam genoemd wordt krijgt in een fanfictieverhaal wel een naam toegewezen, waarna andere fanfictieschrijvers in hun verhalen dit personage ook bij die naam gaan noemen. Fanon wordt vaak gebruikt om tegenstrijdigheden of onopgeloste situaties uit de canon van het originele medium te verhelpen.
-verseeen term die gebruikt wordt om, indien het originele medium verschillende incarnaties kent zoals films en strips, aan te geven op welke versie van het originele medium een verhaal is gebaseerd. Varianten zijn onder andere Movieverse (gebaseerd op een verfilming), Bookverse(gebaseerd op het boek) en comicverse (gebaseerd op de strip). Aan de term kan een lezer meteen zien in welke continuïteit het verhaal zich afspeelt, en wat dus de te verwachten verschillen zullen zijn met de andere incarnaties van het bronmedium.
OCOriginal character; een personage in een fanfictieverhaal dat niet is overgenomen uit een reeds bestaand medium maar door de fanfictieschrijver zelf is bedacht. Dit zijn vaak de enige personages waar de fanfictieschrijver zelf de rechten op kan claimen.
Oneshoteen verhaal dat uit slechts een hoofdstuk bestaat en/of direct in zijn geheel wordt gepubliceerd. Dit in tegenstelling tot een verhaal dat uit meerdere hoofdstukken is opgebouwd welke door de auteur een voor een worden gepubliceerd over een bepaalde tijdsperiode.
OOCOut of character. Dit is de tegenpool van IC; hierbij handelen personages in het fanfictie-verhaal op een manier die juist in strijd is met hun persoonlijkheid of karakter uit het originele medium.
POVPoint of View. Deze afkorting gebruikt men om aan te duiden welk personage de 'ik' speelt in een verhaal.
R&RRead and Review. Deze afkorting wordt door een fanfictieschrijver vaak gebruikt om andere uit te nodigen zijn/haar verhaal te lezen en te vermelden wat ze ervan vinden.
RPFReal Person Fiction. Een fanfictieverhaal waarin echt bestaande mensen, meestal beroemdheden, een rol spelen in plaats van enkel fictieve figuren.
SISelf-insert of Self-insertion. Dit wil zeggen dat de auteur zichzelf een rol heeft gegeven in het verhaal.
USTUnresolved Sexsual Tension. Zoals de term al zegt, is er onopgeloste seksuele spanning tussen twee personen.
MPregMale Pregnancy. Waarin een man in staat is om een kind te dragen van een andere man (Slash).
PWPPlot, What Plot? Vaak een verhaal met alleen seksuele inhoud.
Shippingeen term die wordt gebruikt om een romantische of seksuele relatie tussen twee personages aan te duiden. Vaak is de naam van een ship een combinatie van de namen van de personen, of wordt er een woord gebruikt dat vaak aan de twee personen wordt gekoppeld, gevolgd door -shipping.
SlashRelatie tussen twee mannen.
Femslash (ook wel femmeslash)Relatie tussen twee vrouwen.
DrabbleEen erg kort verhaaltje; officieel precies 100 woorden, maar is over het algemeen ook geaccepteerd als een verhaal onder de 500.
FanartBijvoorbeeld een tekening van één of meerdere personages.
SmutSeksueel getint verhaal.
Challenge (of competition)Als er staat dat het voor een 'challenge' of 'competition' (competitie) gemaakt is, dan betekent dit dat iemand een verhaaltje heeft geschreven dat geïnspireerd is door iemand anders. De opdracht is dan bijvoorbeeld: Schrijf een one-shot over Draco Malfidus in het zesde jaar. Daar schrijf je dan dus iets over.
YaoiAndere term voor Slash:
Y/N
Your name. Wordt gebruikt om je zelf te fantaseren met je idool.
YuriAndere term voor Femslash.
EWEEpilogue? What Epilogue? Wordt met name gebruikt in Harry Potter fanfictie, waar de epiloog niet bij betrokken is (d.w.z. dat Harry nooit is getrouwd met Ginny).
LimeLicht seksueel getint verhaal (lichtere variant van Lemon).
LemonZwaar seksueel getint verhaal (zwaardere variant van Lime, ook wel Smut en PWP).